# Хилсборо (Висконсин)
Хилсборо (енгл. Hillsboro) град је у америчкој савезној држави Висконсин.

## Демографија
По попису из 2010. године број становника је 1.417, што је 115 (8,8%) становника више него 2000. године.
| Група             | 2000.         | 2010.         |
| Белци             | 1.285 (98,7%) | 1.366 (96,4%) |
| Афроамериканци    | 0 (0,0%)      | 3 (0,2%)      |
| Азијати           | 0 (0,0%)      | 4 (0,3%)      |
| Хиспаноамериканци | 9 (0,7%)      | 32 (2,3%)     |
| Укупно            | 1.302         | 1.417         |